# Stadtomnibusbetrieb Alfred Sager

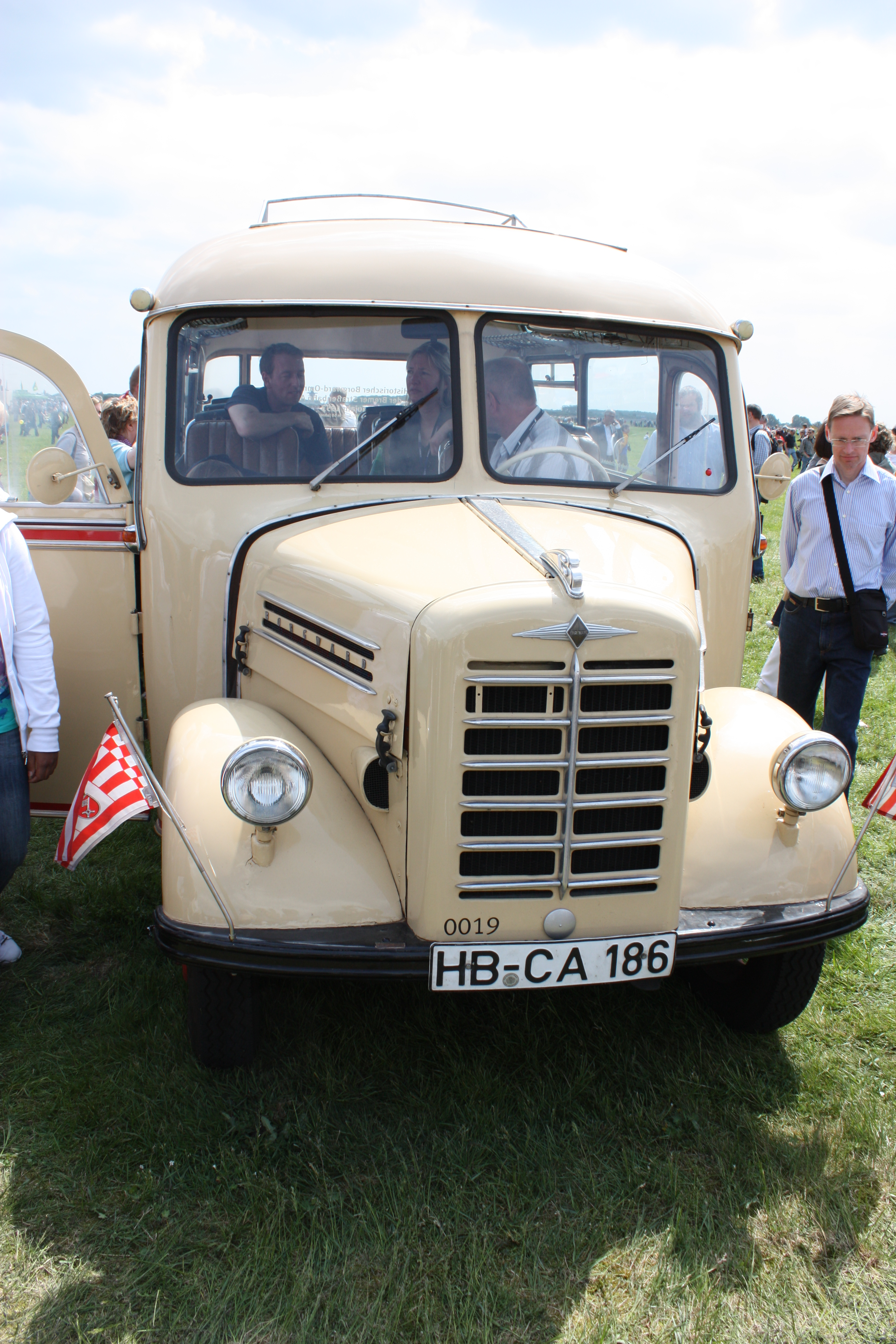
Borgward B1500, ehemaliger Sager-Bus (Fzg.-Nr. 20), jetzt im Besitz der Freunde der Bremer Straßenbahn e.V.

Der Stadtomnibusbetrieb Alfred Sager war von 1932 bis 1978 der Träger des Omnibusverkehrs in der Stadt Delmenhorst.

## Hintergrund
Als im Jahr 1932 viele Menschen aufgrund der Weltwirtschaftskrise als Nutzer des Delmenhorster Busunternehmens AKB (Allgemeine Kraftfahrzeug-Betriebs-GmbH) wegfielen, musste die städtische Firma Insolvenz anmelden. Der damalige Betriebsleiter, Adolf Klobke, und dessen Partner, Werner Sager, übernahmen daraufhin den Fuhrpark, die Werkstatt und die Konzession des Unternehmens, das anschließend unter dem Namen Stadt-Omnibus Delmenhorst Sager & Klobke firmierte.
Walter Sager starb 1940, sein Sohn Alfred trat für ihn in die Firma ein. Er wurde 1942 alleiniger Inhaber des Unternehmens, nachdem auch Klobke verstorben war. Sager führte die Firma nach Kriegsende unter dem Namen Stadtomnibusbetrieb Alfred Sager weiter.
Nach dem Krieg betrieb Sager das Unternehmen unter anderem mit Bussen vom Typ Borgward B1500 (mit Pollmann-Aufbau), Mercedes-Benz O 3500E und Magirus-Deutz Saturn I weiter. Ab 1965 bestand die Flotte fast ausschließlich aus Fahrzeugen der Metrobus-Reihe von MAN (Typ 750 HO-M 11). In dieser Zeit existierten 16 Stadtbuslinien.
Am 3. Februar 1968 kam es wegen einer Fahrpreiserhöhung zu Protesten von Schülern beider Delmenhorster Gymnasien. Daraufhin initiierte Bürgermeister Wilhelm von der Heyde einen Dialog, an dem sich Mitglieder des Rates, der Verwaltung, der Firmenspitze von Sager und eine Schülerabordnung beteiligten. Die umstrittene neue Tarifstruktur konnte verändert werden, von den Änderungen profitierten vor allem Schüler. Die Fahrpreiserhöhung hätte inflationsbereinigt einer Erhöhung von € 0,59 auf € 0,98 entsprochen. Nur einen Monat zuvor war es ab dem 15. Januar 1968 wegen einer Fahrpreiserhöhung in der Nachbarstadt zu den Bremer Straßenbahnunruhen 1968 gekommen.
1969 beantragte das Unternehmen die Einrichtung und den Betrieb einer Berufsverkehrslinie von Delmenhorst nach Bremen-Sebaldsbrück zum Werk der Hanomag-Henschel GmbH.
Ab 1973 begann Sager, den Fuhrpark auf Busse nach den Standards des VÖV (Standard-Bus), überwiegend vom Typ MAN SL 200, umzustellen.
Forderungen, den Busbetrieb in Delmenhorst zu kommunalisieren, trafen Mitte der 1970er Jahre mit dem Interesse Alfred Sagers zusammen, in den Ruhestand zu gehen. Er verkaufte seine Firma an die Bremer Straßenbahn AG, die zusammen mit der Stadt Delmenhorst die Delbus GmbH gründete, die am 1. Juni 1978 den Betrieb übernahm. Sagers Busse, die von der Delbus übernommen worden waren, wurden nach und nach ersetzt, blieben jedoch noch einige Jahre im Stadtbild erhalten, weil sie bis zur endgültigen Ausmusterung als Schulbusse eingesetzt wurden. Der 1953 gebaute Borgward-Bus wurde von der Bremer Straßenbahn AG übernommen.